# Babice (Basses-Carpates)
Pour les articles homonymes, voir Babice.
Babice est une localité polonaise de la gmina de Krzywcza, située dans le powiat de Przemyśl en voïvodie des Basses-Carpates.